# Perilissus nigrolineatus
Perilissus nigrolineatus är en stekelart som först beskrevs av Johann Ludwig Christian Gravenhorst 1829.  Perilissus nigrolineatus ingår i släktet Perilissus och familjen brokparasitsteklar. Inga underarter finns listade i Catalogue of Life.